# Garuleum tanacetifolium
Garuleum tanacetifolium là một loài thực vật có hoa trong họ Cúc. Loài này được (MacOwan) Norl. mô tả khoa học đầu tiên năm 1943.